# Leptomastidea ascia
Leptomastidea ascia är en stekelart som beskrevs av Prinsloo 2001. Leptomastidea ascia ingår i släktet Leptomastidea och familjen sköldlussteklar.
Artens utbredningsområde är Kenya. Inga underarter finns listade i Catalogue of Life.